# Benka Pulko
Benka Pulko, slovenska popotnica, pisateljica in fotografinja, * 15. maj 1967, Ptuj.

## Življenje in delo
Rodila se je 15.5.1967 na Ptuju v Sloveniji. Obiskovala je osnovno šolo Breg na Ptuju in jo leta 1982 uspešno končala, nato pa se je odločila za nadaljnje šolanje na Srednji zdravstveni šoli v Mariboru in leta 1986 diplomirala iz smeri zdravstveni tehnik. Dve leti kasneje je diplomirala iz masaže na Srednji zdravstveni šoli v Celju, leta 1993 pa še iz biologije na ljubljanski Univerzi. Leta 1993 je začela s poučevanjem zdravstvene vzgoje in biologije z ekologijo na srednji frizerski šoli v Ljubljani. Leto kasneje pa se je izobraževala na podiplomskem dopolnilnem študiju pedagogike in andragogike na ljubljanski Filozofski fakulteti. Postala je tudi vodja in vzgojitelj v Zavodu za rehabilitacijo invalidne mladine v Kamniku in nato leta 1997 aktivna članica mednarodne novinarske federacije IFJ.
Po poklicu je diplomirana biologinja, medicinska sestra in maserka. 19. junija 1997 se je odpravila z motorjem okoli sveta. Vrnila se je 10. decembra 2002. V 2000 dneh je prevozila 180.016 kilometrov ter se vpisala v Guinnessovo knjigo svetovnih rekordov z naslednjimi dosežki:	
- najdaljše žensko potovanje z motorjem glede na čas potovanja;
- najdaljše žensko potovanje z motorjem glede na prevoženo razdaljo;
- prvo neprekinjeno samostojno potovanje z motorjem po vseh sedmih celinah sveta;
- prvo samostojno vožnjo ženske po Saudovi Arabiji.

Leta 2003 je izdala svojo prvo knjigo, monografijo Po Zemlji okoli Sonca. Knjiga je na knjižnem sejmu v Ljubljani prejela nagradi veliki in mali krilati lev, za najboljšo skupno izvedbo knjige ter za najboljšo reprodukcijo. Leta 2007 je izdala avtobiografijo Pocestnica, ki je postala knjižna uspešnica, Javni zavod za kulturo republike Slovenije pa jo je razglasil za najboljšo samozaložniško knjigo 2007. Isto leto je izdala tudi dvojezični umetniški katalog svojega dosedanjega ustvarjalnega dela s področja fotografije, Obrazi sveta - Faces of the World. Leta 2009 je izšla njena prva otroška knjiga, Dve ciklami ali Na svetu je dovolj prostora za vse, ki je dobila mednarodno nagrado Shwanenstadt 2009.
Je ustanoviteljica človekoljubne fundacije za pomoč pri izobraževanju otrok po svetu Verjemi vase in osvoji svet ter je avtorica številnih samostojnih fotografskih razstav doma in v tujini. Je idejna mama Stenske knjige in Kazalk igralk. Poklicno se ukvarja z motivacijskimi predavanji, veliko nastopa ter še vedno potuje, piše in prevaja.

## Nagrade
- Veliki in mali krilati lev 2003 za najboljšo skupno izvedbo knjige in reprodukcijo knjigi Po zemlji okoli Sonca;
- Slovenka leta 2003[1];
- Najboljša samozaložniška knjiga leta 2007 (Javnega sklada republike Slovenije za kulturne dejavnosti): Pocestnica;
- Mednarodna nagrada Shwanenstadt 2009 knjigi Dve ciklami ali Na svetu je dovolj prostora za vse.